# Segula Island
Segula Island (Aleoets: Chiĝulax̂) is een Amerikaans eiland dat deel uitmaakt van de Rat Islands, een subgroep van de Aleoeten van Alaska. Segula Island ligt ten oosten van Kiska en ten noordwesten van Khvostof Island. Het eiland bestaat uit een stratovulkaan uit het Holoceen, genaamd de Segulavulkaan met een hoogte van 1153 meter.
Segula Island beschikt over een vegetatie erg typisch voor de Aleoeten: vooral mossen, korstmossen, heide, cypergrassen, grassen, schimmels, verscheidene kruiden, varens, maar ook Narcissus anemone, lupines en orchideeën.